# Necker (Fluss)
Der Necker ist ein 32 km langer Fluss der Voralpen im östlichen Teil des Toggenburgs und ein rechter Nebenfluss der Thur, der im Schweizer Kanton St. Gallen verläuft und dabei zeitweise die Grenze zum Kanton Appenzell Ausserrhoden markiert.

## Name
Der Name Necker ist keltischen Ursprungs und bedeutet heftiger, böser, schneller Fluss. Er stammt dem alteuropäischen Wort *nik ab, welches losstürmen bedeutet. Die Entwicklung des Namens beginnt zu vorchristlicher Zeit mit der Bezeichnung *Nikros, welche über Nicarus und Neccarus zu Necker wurde. Eine nahezu gleiche Namensentwicklung hat der süddeutsche Rheinnebenfluss Neckar.

## Geographie

### Verlauf
Der Necker entspringt auf einer Höhe von etwa 1300 m ü. M. in der Nähe des Ofenlochs.
Er fliesst zunächst durch eine abgelegene, tief eingeschnittene, wildromantische Waldschlucht und mündet schliesslich auf einer Höhe von etwa 548 m ü. M. bei Lütisburg von Südosten und rechts in die Thur.
In St. Peterzell gibt es eine alte Mühle, welche früher zur Stromproduktion für die ansässige Firma Gantenbein Tech. betrieben wurde. Dazu wurde ein künstlicher Wasserfall gebaut, welcher heute als Badestelle genutzt werden kann. 
Sein rund 32 km langer Lauf endet ungefähr 752 Höhenmeter unterhalb seiner Quelle, er hat somit ein mittleres Sohlgefälle von etwa 24 ‰.

### Einzugsgebiet
Das 125,1 km² grosse Einzugsgebiet des Neckers liegt in den Appenzeller Alpen und wird durch ihn über die Thur und den Rhein zur Nordsee entwässert.
Es besteht zu 39,6 % aus bestockter Fläche, zu 53,8 % aus Landwirtschaftsfläche, zu 4,7 % aus Siedlungsfläche und zu 1,8 % aus unproduktiven Flächen.
Die Flächenverteilung
Die mittlere Höhe des Einzugsgebietes beträgt 904 m ü. M., die minimale Höhe liegt bei 549 m ü. M. und die maximale Höhe bei 1519 m ü. M.

### Zuflüsse
Die wichtigsten Zuflüsse sind der Zwislerbach, der Tüfenbach und der Aachbach.
Zuflüsse des Neckers ab 5 km Länge, talwärts
| Name               | GKZ      | Lage   | Länge in km | EZG in km² | MQ in m³/s | Mündung Koordinaten             | Mündungshöhe in m | Bemerkungen        |
| ------------------ | -------- | ------ | ----------- | ---------- | ---------- | ------------------------------- | ----------------- | ------------------ |
| Starkenbach        | CH002254 | links0 | 003,3000    | 0003,960   | 0000,170   | bei Under Starchenbach, Hemberg | 791,300000        |                    |
| Zwislerbach        | CH002251 | rechts | 007,3000    | 0012,860   | 0000,600   | bei Schwandsbrugg, Hemberg      | 747,800000        |                    |
| Bächlibach         | SG490757 | rechts | 001,8000    | 0000,740   |            | bei Bächli, Hemberg             | 725,900000        |                    |
| Tüfenbach          | CH000408 | rechts | 007,7000    | 0013,850   | 0000,550   | bei Brunauwald, St. Peterzell   | 708,600000        |                    |
| Schwindelbach      | CH002248 | rechts | 005,4000    | 0007,020   | 0000,240   | bei Mühle, St. Peterzell        | 684,700000        |                    |
| Enzenbergbach      | SG490961 | rechts | 001,3000    |            |            | bei Freudental, St. Peterzell   | 679,500000        |                    |
| Schlucheneggbach   | SG490947 | rechts | 000,9000    |            |            | bei Auboden, Brunnadern         | 670,300000        |                    |
| Schwendibach       | CH005582 | links0 | 006,2000    | 0009,660   | 0000,380   | bei Furt, Brunnadern            | 665,000000        |                    |
| Josenbach          | CH000409 | rechts | 003,6000    | 0003,310   | 0000,100   | bei Necker                      | 630,300000        |                    |
| Lochbach           | CH002242 | links0 | 004,8000    | 0005,520   | 0000,140   | bei Necker                      | 603,300000        |                    |
| Aachbach           | CH000411 | rechts | 008,9000    | 0020,140   | 0000,610   | bei Aachsäge, Mogelsberg        | 602,100000        |                    |
| Rappenlochbach     | SG491122 | links0 | 001,1000    |            |            | bei Mettlen, Nassen             | 597,300000        |                    |
| Lehmbach           | SG491229 | rechts | 000,8000    |            |            | bei Lehmi, Nassen               | 585,600000        |                    |
| Jomerbach          | CH002239 | rechts | 005,3000    | 0006,040   | 0000,170   | bei Anzenwil, Ganterschwil      | 584,400000        |                    |
| Ibach              | CH002238 | links0 | 002,7000    | 0002,040   |            | bei Ibach, Ganterschwil         | 576,000000        |                    |
| Winzenbergbach     | CH002237 | rechts | 002,3000    | 0001,580   |            | bei Halden, Lütisburg           | 566,400000        |                    |
| Tufertschwilerbach | SG491346 | rechts | 000,4000    |            |            | bei Tufertschwil, Lütisburg     | 556,700000        |                    |
| Necker             |          |        | 031,8000    | 0125,100   | 0004,570   | bei Lütisburg                   | 54800000          | Mündet in die Thur |

Anmerkungen zur Tabelle
1. ↑  Von der Quelle zur Mündung. Daten von Swisstopo (map.geo.admin.ch)
2. ↑  Die Daten des Neckers zum Vergleich

## Hydrologie
Bei der Mündung des Neckers in die Thur beträgt seine modellierte mittlere Abflussmenge (MQ) 4,57 m³/s. Sein Abflussregimetyp ist nivo-pluvial préalpin und seine Abflussvariabilität beträgt 20.

## Brücken

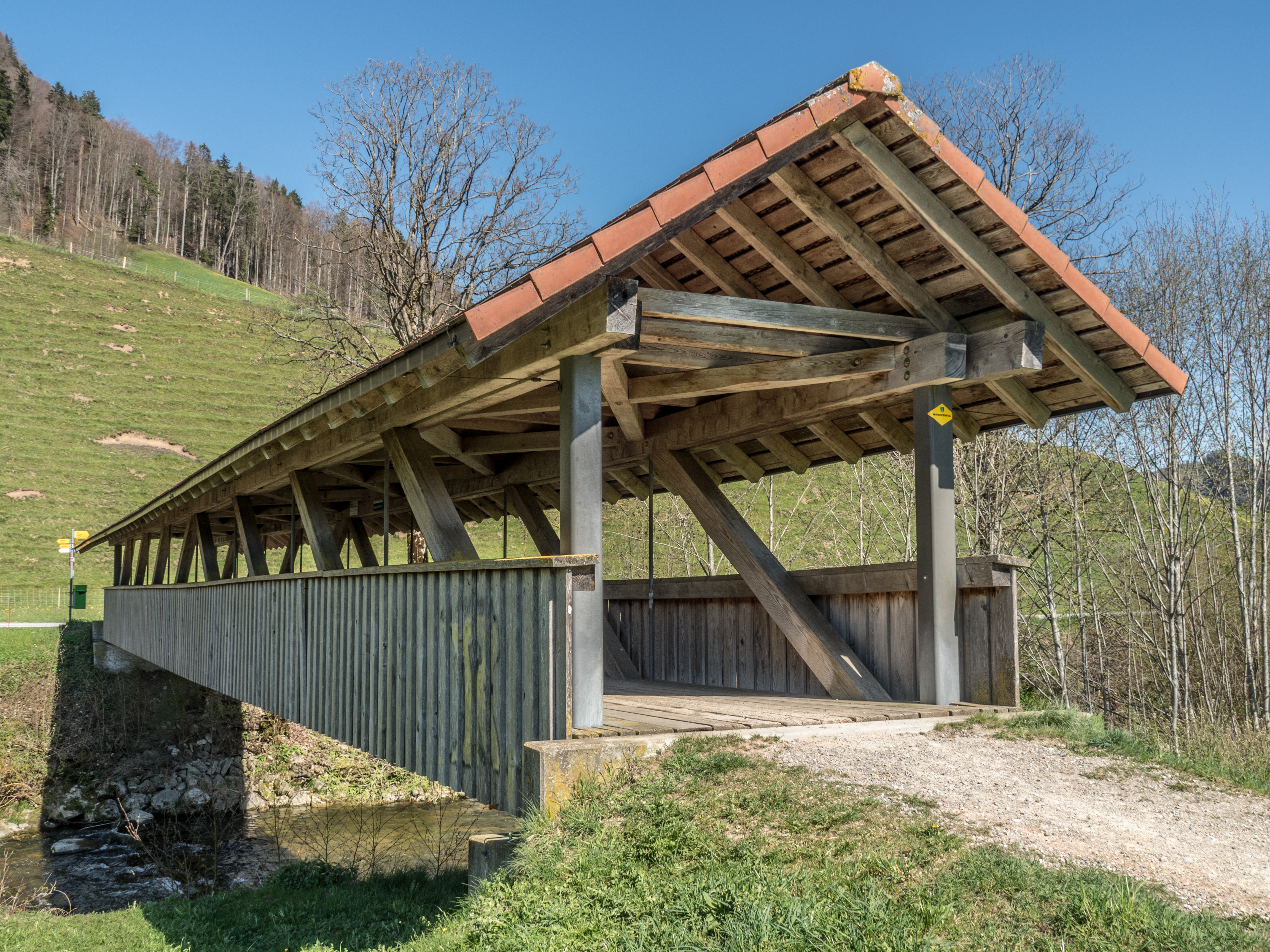
Steirisi Gedeckte Holzbrücke (2000) über den Necker, Mogelsberg SG - Brunnadern SG

Rund 30 Brücken überqueren den Necker. Historische gedeckte Holzbrücken überspannen den Fluss in Brunnadern (gebaut Mitte des 19. Jahrhunderts), Mogelsberg (ehemalige Mühlaubrücke von 1849 über die Thur, wurde bei der Aachsäge 1953 neu erstellt), Anzenwil (gebaut 1863) und Ganterschwil (Letzibrücke, gebaut 1853).

## Namensgeber
Der Necker und sein Tal sind Namenspatron der am 1. Januar 2009 aus der Fusion von Brunnadern, St. Peterzell und Mogelsberg entstandenen neuen Gemeinde Neckertal, zu der seit 2023 auch die früheren Gemeinden Oberhelfenschwil und Hemberg angehören.